# Podigrac
Podigrac – wieś w Słowenii, w gminie Kungota. 1 stycznia 2018 liczyła 74 mieszkańców.